# 金字塔魔方

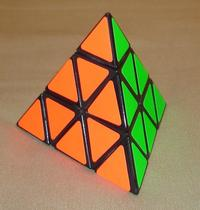
金字塔魔方

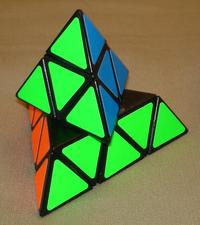
从中间旋转的金字塔魔方

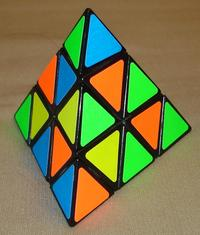
打乱的金字塔魔方

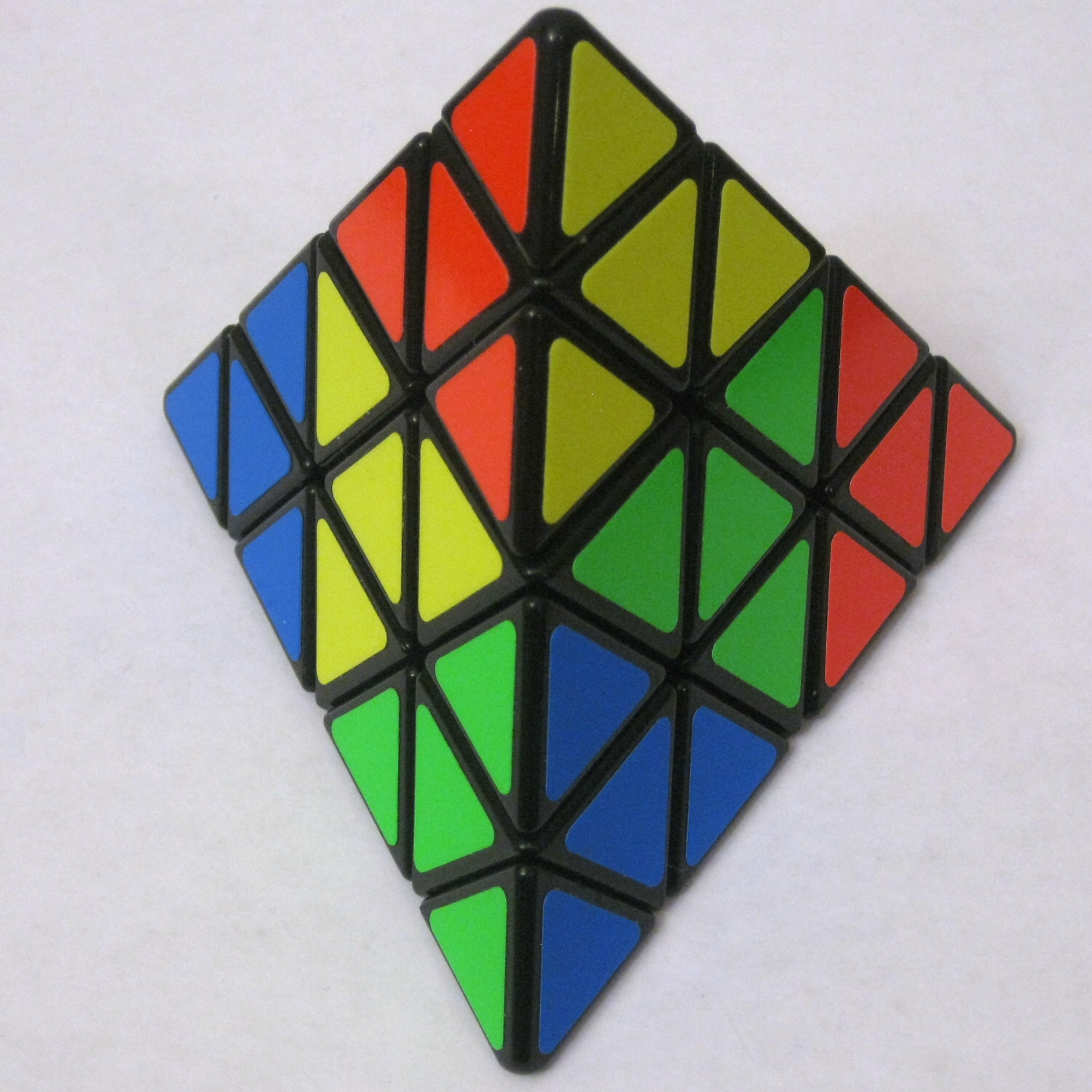
打亂的四階金字塔魔術方塊

金字塔魔方（Pyraminx），是一种正四面體的魔方。是由德国科学家麦菲特教授（Uwe Meffert）于1981年发明，是繼鲁比克·艾尔诺獲得三階魔術方塊專利之後獲得專利並生產製造的一種魔術方塊。1981年由日本的Tomy Toys（當時世界第三大的玩具公司）推出。
金字塔魔方擁有獨特的彈珠結構設計，在轉動時會產生彈珠碰撞的聲音，使得操作時有種獨特的彈性感。這種設計提供了它極佳的容錯率和流暢的轉動感。在魔方領域中，金字塔魔方的難度相對較低，非常適合初學者學習和操作，並且其能夠扭轉出一些非常美觀的造型。
市面上常見的金字塔魔方主要是三層結構的版本。除此之外，還有如四層結構的金字塔魔方等許多變體存在。

## 結構
三階金字塔魔方的角塊共有8個、其中4個為內角塊、另外4個為外角塊，邊塊有6個。

## 變化數
任何軸向上的扭轉都獨立於其他三層，就像頂塊的狀況那樣。六個邊塊共有(6!)/2種變化狀態且有25種翻轉方式，此處已計算同塊翻轉的狀態。將其乘以軸向塊的38倍，得到75,582,720個可能的變化狀態。若扣除頂塊不影響其他部分的旋轉則其變化數可降到933,120種可能的變化狀態。若設置了軸向塊則能讓變化數降到11,520種，因此要解金字塔魔方並不困難。

## 最佳解
解三階金字塔魔方之最佳解所需要的最大步驟數為11步。三階金字塔魔方共有933,120種變化狀態（不考慮頂塊不影響其他部分的旋轉），這個數字足夠小，可以讓計算機搜索最佳解決方案。下表總結了這種搜索的結果，表中列出了要n次旋轉才能求解三階金字塔魔方的變化數p：
| n | 0 | 1 | 2  | 3   | 4    | 5    | 6     | 7      | 8      | 9      | 10   | 11 |
| p | 1 | 8 | 48 | 288 | 1728 | 9896 | 51808 | 220111 | 480467 | 166276 | 2457 | 32 |